# Mikhail Timochine
Mikhail Timochine, né le 20 novembre 1980 à Moscou, est un coureur cycliste russe.

## Palmarès sur route
- 2001
  -  Champion de Russie sur route espoirs
  - Targa Crocifisso
  - Tour d'Émilie amateurs
  - 2e de Paris-Tours espoirs
- 2002
  - Classement UCI espoirs
  - 2eb étape du Triptyque des Monts et Châteaux
  - 2e étape du Tour de Thuringe
  - Paris-Roubaix espoirs
  - Grand Prix Kranj :
    - Classement général
    - 2e étape

  - 2e du Triptyque des Monts et Châteaux
  - 2e de Liège-Bastogne-Liège espoirs
  -  Médaillé d'argent du championnat d'Europe sur route espoirs
  - 3e du Giro del Belvedere
  - 3e du Tour des Flandres espoirs
  - 3e du Gran Premio Inda
  - 3e du Grand Prix de Genève
- 2004
  - 2e du championnat de Russie sur route
  - 2e de la Uniqa Classic
- 2005
  - 3e du Tro Bro Leon
  - 3e du GP Tartu

## Classements mondiaux
| Année           | 2005 | 2006 | 2007 | 2008  |
| --------------- | ---- | ---- | ---- | ----- |
| UCI Asia Tour   | 146e |      |      |       |
| UCI Europe Tour | 169e |      |      | 1139e |

## Distinctions
- Oscar TuttoBici des moins de 23 ans : 2002